# WWF Royal Rumble (jogo eletrônico de 2000)
WWF Royal Rumble é um jogo de wrestling profissional lançado em 2000 para arcades e Dreamcast. A THQ lançou o jogo para o Dreamcast, enquanto a Sega lançou o jogo para arcades. O jogo baseia-se na World Wrestling Federation. O jogo traz suporte para até nove lutadores na tela simultaneamente.

## Jogabilidade
O jogo tem dois modos, modo exibição e Royal Rumble. No modo de exibição, o jogador escolhe um lutador e um parceiro para uma luta normal. O parceiro pode interferir na luta. Estes movimentos com o parceiro podem ser usados. Movimentos com o parceiro podem ser usados em qualquer momento da luta, mas deve ser recarregada antes que eles possam ser usados novamente. As lutas podem acabar por nocaute, se o medidor de energia do lutador estiver completamente esgotado.
O modo Royal Rumble envolve vários lutadores, onde o jogador deve eliminar um certo número de oponentes dentro de um limite de tempo. O jogo apresenta 20 Superstars (22 no Dreamcast), mas o Royal Rumble tem 30, o que resulta em alguns superstars que aparecem duas vezes na luta.

## Recepção da Crítica
No lançamento, a revista Famitsu deu a nota 30/40 a versão para Dreamcast.